# アス・アンド・アス・オンリー
『アス・アンド・アス・オンリー』（Us and Us Only）は、イギリスのロックバンド、ザ・シャーラタンズの6枚目のアルバム。1999年10月18日にリリース（日本盤は9月29日に先行発売）。全英2位を記録。バンド初の全曲セルフプロデュース作品。2011年3月28日に2枚組デラックス・エディションが発売され、ディスク2にB面曲やセッション音源などを収録。

## 収録曲
1. フォーエヴァー "Forever" - 7:25
2. グッド・ウィッチ・バッド・ウィッチ 1 "Good Witch, Bad Witch 1" - 0:51
3. インポッシブル "Impossible" - 5:04
4. ザ・ブロンド・ワルツ "The Blonde Waltz" - 4:31
5. ア・ハウス・イズ・ノット・ア・ホーム "A House Is Not a Home" - 4:50
6. センシズ "Senses (Angel On My Shoulder)" - 4:45
7. マイ・ビューティフル・フレンド "My Beautiful Friend" - 4:32
8. アイ・ドント・ケア・ホエア・ユー・リヴ "I Don't Care Where You Live" - 2:55
9. ザ・ブラインド・スタッガー "The Blind Stagger" - 4:56
10. グッド・ウィッチ・バッド・ウィッチ 2 "Good Witch, Bad Witch 2" - 3:23
11. ウォッチング・ユー "Watching You" - 5:35 ※隠しトラックとして"Tony's Bar & Grill"を収録

### 日本盤ボーナス・トラック
1. ユア・プレシャス・ラヴ "Your Precious Love" - 3:27
2. スリーピー・リトル・サンシャイン・ボーイ "Sleepy Little Sunshine Boy" - 4:44
3. グッド・ウィッチ・バッド・ウィッチ 3 "Good Witch, Bad Witch 3" - 5:58

## デラックス・エディション

### ディスク1
1. "Good Witch, Bad Witch 3" - 2:45
2. "My Beautiful Friend (Jagz Kooner Remix)" - 4:43
3. "My Beautiful Friend (Lionrock Mix)" - 5:04
4. "My Beautiful Friend (Lionrock Instrumental Mix)" - 5:13 ※隠しトラックとして"Tony's Bar & Grill"を収録

### ディスク2
1. "Forever (Edit)" - 5:01
2. "A Great Place to Leave" - 5:05
3. "When Your Ship Comes In" - 4:56
4. "Sleepy Little Sunshine Boy" - 4:42
5. "Scorched" - 4:45
6. "Your Precious Love" - 3:28
7. "Don't Go Giving It Up" - 3:33
8. "You Got It, I Want It" - 4:03
9. "Impossible (Mark Radcliffe Session)" - 5:02
10. "Senses (Angel On My Shoulder) (Evening Session) - 4:48
11. "My Beautiful Friend (Evening Session)" - 4:42
12. "The Blind Stagger (Evening Session)" - 4:31
13. "Forever (Live at Reading Festival)" - 7:19
14. "Senses (Angel On My Shoulder) (Live at Reading Festival)" - 4:53
15. "A House Is Not a Home (Live On Later with Jools Holland)" - 5:02

## 参加ミュージシャン
- ティム・バージェス - ボーカル、ハーモニカ
- マーク・コリンズ - ギター
- マーティン・ブラント - ベースギター
- ジョン・ブルックス - ドラムス
- トニー・ロジャース - ハモンドオルガン、ピアノ、メロトロン、バックボーカル